# Tetraena stapfii
Tetraena stapfii — вид квіткових рослин родини парнолистових (Zygophyllaceae).

## Поширення
Ендемік Намібії. Поширений у пустелі Наміб вздовж Атлантичного узбережжя.

## Екологія
Росте у сухих піщаних пустелях. Вологу отримує з ранкової роси.